# Liste der Bodendenkmäler in Hilpoltstein
Auf dieser Seite sind die Bodendenkmäler in der mittelfränkischen Stadt Hilpoltstein zusammengestellt. Diese Tabelle ist eine Teilliste der Liste der Bodendenkmäler in Bayern. Grundlage ist die Bayerische Denkmalliste, die auf Basis des Bayerischen Denkmalschutzgesetzes vom 1. Oktober 1973 erstmals erstellt wurde und seither durch das Bayerische Landesamt für Denkmalpflege geführt wird. Die folgenden Angaben ersetzen nicht die rechtsverbindliche Auskunft der Denkmalschutzbehörde.

## Bodendenkmäler in Hilpoltstein
| Lage                    | Objekt | Akten-Nr.     | Bild |
| ----------------------- | --- | ------------- | ---- |
| Hilpoltstein (Standort) | Siedlung der späten Urnenfelder-/frühen Hallstattzeit sowie Siedlung der Latènezeit. | D-5-6833-0121 |      |
| Hilpoltstein (Standort) | Siedlung der späten Urnenfelderzeit/frühen Hallstattzeit sowie Siedlung der Latènezeit. | D-5-6833-0122 |      |
| Hilpoltstein (Standort) | Siedlung der Steinzeiten. | D-5-6833-0124 |      |
| Hilpoltstein (Standort) | Grabhügel mit Bestattungen der Bronze-, der Hallstatt- und der frühen Latènezeit sowie Viereckschanze der späten Latènezeit.                                                                   | D-5-6833-0127 |      |
| Hilpoltstein (Standort) | Siedlung der Steinzeiten. | D-5-6833-0130 |      |
| Hilpoltstein (Standort) | Mittelalterliche und frühneuzeitliche Vorgängerbebauung der Burgruine Hilpoltstein. | D-5-6833-0245 |      |
| Thalmässing (Standort)  | Freilandstation des Mesolithikums. | D-5-6833-0248 |      |
| Hilpoltstein (Standort) | Schlagplatz des Neolithikums. | D-5-6833-0252 |      |
| Hilpoltstein (Standort) | Siedlung vorgeschichtlicher Zeitstellung. | D-5-6833-0257 |      |
| Hilpoltstein (Standort) | Siedlung der Steinzeiten, Siedlung vorgeschichtlicher Zeitstellung. | D-5-6833-0259 |      |
| Hilpoltstein (Standort) | Siedlung der Latènezeit. | D-5-6833-0260 |      |
| Hilpoltstein (Standort) | Untertägige Teile des mittelalterlichen und frühneuzeitlichen Altortes von Hilpoltstein. | D-5-6833-0261 |      |
| Hilpoltstein (Standort) | Siedlung der Bronzezeit. | D-5-6833-0263 |      |
| Hilpoltstein (Standort) | Siedlung der Bronzezeit, Siedlung der Hallstattzeit, Siedlung der Latènezeit. | D-5-6833-0267 |      |
| Hilpoltstein (Standort) | Siedlung der späten Bronzezeit und der Hallstattzeit. | D-5-6833-0270 |      |
| Hilpoltstein (Standort) | Siedlung vor- und frühgeschichtlicher Zeitstellung. | D-5-6833-0272 |      |
| Hilpoltstein (Standort) | Siedlung vor- und frühgeschichtlicher Zeitstellung oder des Mittelalters. | D-5-6833-0274 |      |
| Hilpoltstein (Standort) | Siedlung der Steinzeiten. | D-5-6733-0022 |      |
| Hilpoltstein (Standort) | Burgstall des Mittelalters. | D-5-6733-0026 |      |
| Hilpoltstein (Standort) | Siedlung der Steinzeiten, Siedlung frühgeschichtlicher Zeitstellung oder des frühen Mittelalters.                                                                                              | D-5-6733-0027 |      |
| Hilpoltstein (Standort) | Siedlung vorgeschichtlicher Zeitstellung. | D-5-6733-0044 |      |
| Hilpoltstein (Standort) | Mittelalterliche und frühneuzeitliche Befunde im Bereich der Kath. Filialkirche St. Walburga in Heuberg und ihrer Vorgängerbauten.                                                             | D-5-6733-0076 |      |
| Hilpoltstein (Standort) | Archäologische Befunde im Bereich der frühneuzeitliche Wüstung Stückgut. | D-5-6733-0078 |      |
| Hilpoltstein (Standort) | Mittelalterliche und frühneuzeitliche Befunde im Bereich der Kath. Filialkirche St. Hippolyt in Mörlach.                                                                                       | D-5-6733-0081 |      |
| Hilpoltstein (Standort) | Mittelalterliche und frühneuzeitliche Befunde im Bereich des Schlosses in Mörlach. | D-5-6733-0082 |      |
| Hilpoltstein (Standort) | Freilandstation des Mesolithikums. | D-5-6832-0074 |      |
| Hilpoltstein (Standort) | Mittelalterliche und frühneuzeitliche Befunde im Bereich der Kath. Filialkirche Mariae Verkündigung in Hofstetten.                                                                             | D-5-6832-0197 |      |
| Greding (Standort)      | Siedlung des Neolithikums, Siedlung der Hallstattzeit, Siedlung der Latènezeit, Wüstung des Mittelalters.                                                                                      | D-5-6833-0013 |      |
| Hilpoltstein (Standort) | Siedlung vorgeschichtlicher Zeitstellung. | D-5-6833-0030 |      |
| Hilpoltstein (Standort) | Siedlung der Latènezeit. | D-5-6833-0033 |      |
| Hilpoltstein (Standort) | Siedlung vorgeschichtlicher Zeitstellung. | D-5-6833-0034 |      |
| Hilpoltstein (Standort) | Siedlung der Urnenfelderzeit, Siedlung der Latènezeit. | D-5-6833-0035 |      |
| Hilpoltstein (Standort) | Siedlung der Steinzeiten, Siedlung der Bronzezeit, Siedlung der Urnenfelderzeit. | D-5-6833-0036 |      |
| Hilpoltstein (Standort) | Siedlung vor- und frühgeschichtlicher Zeitstellung. | D-5-6833-0038 |      |
| Hilpoltstein (Standort) | Grabhügel vorgeschichtlicher Zeitstellung. | D-5-6833-0041 |      |
| Hilpoltstein (Standort) | Schlagplatz des Mesolithikums. | D-5-6833-0043 |      |
| Hilpoltstein (Standort) | Siedlung des Neolithikums. | D-5-6833-0044 |      |
| Hilpoltstein (Standort) | Siedlung vorgeschichtlicher Zeitstellung. | D-5-6833-0045 |      |
| Hilpoltstein (Standort) | Siedlung der Latènezeit. | D-5-6833-0048 |      |
| Hilpoltstein (Standort) | Siedlung des Neolithikums, Siedlung der Eisenzeit. | D-5-6833-0049 |      |
| Hilpoltstein (Standort) | Schlagplatz der Steinzeiten sowie Siedlung der Latènezeit. | D-5-6833-0050 |      |
| Hilpoltstein (Standort) | Siedlung vorgeschichtlicher Zeitstellung. | D-5-6833-0052 |      |
| Hilpoltstein (Standort) | Siedlung des Neolithikums, Siedlung der Bronzezeit, Siedlung der Latènezeit, Siedlung der römischen Kaiserzeit.                                                                                | D-5-6833-0055 |      |
| Hilpoltstein (Standort) | Siedlung des Neolithikums, Siedlung der Urnenfelderzeit, Siedlung der Latènezeit. | D-5-6833-0056 |      |
| Hilpoltstein (Standort) | Grabhügel mit Bestattungen der Bronzezeit. | D-5-6833-0058 |      |
| Hilpoltstein (Standort) | Ringwall vorgeschichtlicher Zeitstellung. | D-5-6833-0059 |      |
| Hilpoltstein (Standort) | Siedlung vorgeschichtlicher Zeitstellung. | D-5-6833-0060 |      |
| Hilpoltstein (Standort) | Siedlung des Neolithikums. | D-5-6833-0061 |      |
| Hilpoltstein (Standort) | Siedlung vor- und frühgeschichtlicher Zeitstellung. | D-5-6833-0065 |      |
| Hilpoltstein (Standort) | Siedlung der Steinzeiten, Siedlung der Bronzezeit. | D-5-6833-0066 |      |
| Hilpoltstein (Standort) | Siedlung vorgeschichtlicher Zeitstellung. | D-5-6833-0069 |      |
| Hilpoltstein (Standort) | Siedlung vorgeschichtlicher Zeitstellung. | D-5-6833-0070 |      |
| Hilpoltstein (Standort) | Siedlung des Neolithikums. | D-5-6833-0071 |      |
| Hilpoltstein (Standort) | Siedlung des Neolithikums, der Laténe- und der Urnenfelderzeit. | D-5-6833-0072 |      |
| Hilpoltstein (Standort) | Siedlung des Neolithikums und der Urnenfelderzeit. | D-5-6833-0073 |      |
| Hilpoltstein (Standort) | Siedlung des Neolithikums. | D-5-6833-0074 |      |
| Hilpoltstein (Standort) | Siedlung der Metallzeiten. | D-5-6833-0075 |      |
| Hilpoltstein (Standort) | Siedlung vorgeschichtlicher Zeitstellung. | D-5-6833-0076 |      |
| Hilpoltstein (Standort) | Siedlung des Neolithikums, Siedlung der Bronze- und der Latènezeit. | D-5-6833-0077 |      |
| Hilpoltstein (Standort) | Siedlung vor- und frühgeschichtlicher Zeitstellung. | D-5-6833-0078 |      |
| Hilpoltstein (Standort) | Siedlung vorgeschichtlicher Zeitstellung. | D-5-6833-0079 |      |
| Hilpoltstein (Standort) | Siedlung vorgeschichtlicher Zeitstellung. | D-5-6833-0080 |      |
| Hilpoltstein (Standort) | Siedlung vorgeschichtlicher Zeitstellung. | D-5-6833-0081 |      |
| Hilpoltstein (Standort) | Siedlung des Jung- und Endneolithikums sowie Siedlung des frühen Mittelalters. | D-5-6833-0083 |      |
| Hilpoltstein (Standort) | Siedlung des Neolithikums und des frühen Mittelalters. | D-5-6833-0084 |      |
| Hilpoltstein (Standort) | Siedlung des Neolithikums und des frühen Mittelalters. | D-5-6833-0085 |      |
| Hilpoltstein (Standort) | Siedlung der Metallzeiten. | D-5-6833-0086 |      |
| Hilpoltstein (Standort) | Siedlung der frühen Bronzezeit sowie Siedlung der Latènezeit. | D-5-6833-0089 |      |
| Hilpoltstein (Standort) | Freilandstation des Mesolithikums, Siedlung vorgeschichtlicher Zeitstellung. | D-5-6833-0092 |      |
| Hilpoltstein (Standort) | Siedlung vorgeschichtlicher Zeitstellung. | D-5-6833-0093 |      |
| Hilpoltstein (Standort) | Siedlung des Neolithikums. | D-5-6833-0094 |      |
| Hilpoltstein (Standort) | Siedlung der Steinzeiten. | D-5-6833-0095 |      |
| Hilpoltstein (Standort) | Bestattungsplatz oder Siedlung der Bronzezeit. | D-5-6833-0096 |      |
| Hilpoltstein (Standort) | Siedlung vor- und frühgeschichtlicher Zeitstellung. | D-5-6833-0097 |      |
| Hilpoltstein (Standort) | Siedlung der Steinzeiten. | D-5-6833-0099 |      |
| Hilpoltstein (Standort) | Siedlung der Steinzeiten. | D-5-6833-0100 |      |
| Hilpoltstein (Standort) | Siedlung vorgeschichtlicher Zeitstellung. | D-5-6833-0104 |      |
| Hilpoltstein (Standort) | Siedlung der Steinzeiten. | D-5-6833-0105 |      |
| Hilpoltstein (Standort) | Siedlung vorgeschichtlicher Zeitstellung. | D-5-6833-0110 |      |
| Hilpoltstein (Standort) | Siedlung der Steinzeiten sowie des frühen Mittelalters. | D-5-6833-0111 |      |
| Hilpoltstein (Standort) | Siedlung vor- und frühgeschichtlicher Zeitstellung. | D-5-6833-0113 |      |
| Hilpoltstein (Standort) | Schlagplatz der Steinzeiten, Siedlung der Latènezeit. | D-5-6833-0115 |      |
| Hilpoltstein (Standort) | Siedlung der Steinzeiten. | D-5-6833-0116 |      |
| Hilpoltstein (Standort) | Siedlung der Latènezeit. | D-5-6833-0120 |      |
| Hilpoltstein (Standort) | Siedlung vor- und frühgeschichtlicher Zeitstellung. | D-5-6833-0275 |      |
| Hilpoltstein (Standort) | Siedlung des Neolithikums, Siedlung der Latènezeit. | D-5-6833-0307 |      |
| Hilpoltstein (Standort) | Siedlung vorgeschichtlicher Zeitstellung. | D-5-6833-0308 |      |
| Hilpoltstein (Standort) | Spätmittelalterliche und frühneuzeitliche Stadtbefestigung von Hilpoltstein. | D-5-6833-0309 |      |
| Hilpoltstein (Standort) | Mittelalterliche und frühneuzeitliche Befunde im Bereich der Kath. Pfarrkirche St. Johann Baptist in Hilpoltstein und ihrer Vorgängerbauten, Friedhof des Mittelalters und der frühen Neuzeit. | D-5-6833-0311 |      |
| Hilpoltstein (Standort) | Abgegangene mittelalterliche Kirche St. Georg in Hilpoltstein. | D-5-6833-0312 |      |
| Hilpoltstein (Standort) | Frühneuzeitlicher Friedhof mit abgegangener Friedhofskirche St. Johannes Ev. in Hilpoltstein.                                                                                                  | D-5-6833-0313 |      |
| Hilpoltstein (Standort) | Mittelalterliche und frühneuzeitliche Befunde im Bereich der Kath. Filialkirche St. Leonhard in Häusern.                                                                                       | D-5-6833-0317 |      |
| Hilpoltstein (Standort) | Unterstägige mittelalterliche Befunde im Bereich der Kath. Pfarrkirche Mariae Geburt in Jahrsdorf und ihrer Vorgängerbauten.                                                                   | D-5-6833-0323 |      |
| Hilpoltstein (Standort) | Archäologische Befunde im Bereich der frühneuzeitlichen Hofwüstung Krohenhof. | D-5-6833-0324 |      |
| Hilpoltstein (Standort) | Mittelalterliche und frühneuzeitliche Befunde im Bereich der Kath. Pfarrkirche St. Martin in Meckenhausen.                                                                                     | D-5-6833-0332 |      |
| Hilpoltstein (Standort) | Wasserburgstall des Mittelalters. | D-5-6833-0333 |      |
| Hilpoltstein (Standort) | Burgstall des Mittelalters. | D-5-6833-0335 |      |
| Hilpoltstein (Standort) | Mittelalterliche und frühneuzeitliche Befunde im Bereich der Kath. Filialkirche St. Stephan in Mindorf und ihrer Vorgängerbauten.                                                              | D-5-6833-0337 |      |
| Hilpoltstein (Standort) | Archäologische Befunde im Bereich der frühneuzeitlichen Hofwüstung Schrötzenhof. | D-5-6833-0343 |      |
| Hilpoltstein (Standort) | Mittelalterliche und frühneuzeitliche Befunde im Bereich der Kath. Filialkirche St. Walburga in Sindersdorf.                                                                                   | D-5-6833-0347 |      |
| Hilpoltstein (Standort) | Archäologische Befunde im Bereich der frühneuzeitlichen Wüstung Aumühle. | D-5-6833-0351 |      |
| Hilpoltstein (Standort) | Untertägige Teile des abgegangenen mittelalterlichen und frühneuzeitlichen Herrensitzes. | D-5-6833-0352 |      |
| Hilpoltstein (Standort) | Untertägige Befunde der abgebrochenen mittelalterlichen und frühneuzeitlichen Kath. Pfarrkirche St. Walburga in Zell.                                                                          | D-5-6833-0361 |      |
| Hilpoltstein (Standort) | Mittelalterliche und frühneuzeitliche Befunde im Bereich des ehem. Schlosses von Zell. | D-5-6833-0362 |      |
| Hilpoltstein (Standort) | Mittelalterliche und frühneuzeitliche Befunde im Bereich der Kath. Pfarrkirche St. Michael in Weinsfeld.                                                                                       | D-5-6833-0364 |      |
| Thalmässing (Standort)  | Siedlungsplatz der Steinzeit. | D-5-6833-0365 |      |